# Cergnago
Cergnago ist eine italienische Gemeinde (comune) in der Provinz Pavia in der Lombardei mit 672 Einwohnern (Stand 31. Dezember 2023) in der Lomellina. Die Gemeinde liegt etwa 29,5 Kilometer westlich von Pavia am Arbogna. Im Westen der Gemeinde fließt die Agogna.

## Verkehr
Durch die Gemeinde führt die frühere Strada Statale 211 della Lomellina (heute eine Provinzstraße) von Pozzolo Formigaro nach Novara.